# Brightwood
Brightwood – jednostka osadnicza w Stanach Zjednoczonych, w stanie Wirginia, w hrabstwie Madison.